# Pigeon Island (St. Lucia)
Pigeon Island ist ein 17 ha großer Inselfelsen im Gebiet des Ortes Gros Islet im Norden von Saint Lucia. Ursprünglich eine echte Insel im Karibischen Meer, wurde sie 1972 künstlich durch Aufschüttung eines Landstreifens mit der Westküste der Hauptinsel verbunden. Das Material stammte aus dem Aushub der Rodney Bay Marina. Die Insel verfügt über zwei Gipfel. Der nördliche Signal Hill ist mit 109 Metern (359 feet) die höchste Erhebung. Der zweite Gipfel liegt im Südwesten und wird durch Fort Rodney markiert. Sie ist eine wichtige historische Stätte mit mehreren Befestigungsanlagen, unter anderem das British Fort aus dem 18. Jahrhundert und das Fort Rodney, die beide von den Engländern zur Beobachtung gegen französische Schiffe vom benachbarten Martinique genutzt wurden. Heute bildet sie den nördlichen Abschluss der Rodney Bay mit den Stränden Pigeon Island Beach und Reduit Beach an der Rodney Bay Marina (⊙). 1979 wurde die Insel zum Nationalpark ernannt und 1992 zum National Landmark und wird seither vom Saint Lucia National Trust (SLNT) verwaltet. Auf der Insel wird regelmäßig das Saint Lucia Jazz Festival abgehalten.

## Geschichte
Ursprünglich lebten Arawak und Kariben auf dem Inselchen. Die Kariben nutzten Grotten an der Inselküste und gingen von dort auf Fischfang, Muschelsuche und jagten Vögel. Im 16. Jahrhundert nutzte der französische Pirat, François Le Clerc, Pigeon Island als Versteck. Er schloss eine Übereinkunft mit den Kariben, dass sie sein Schiff nicht angriffen.
1778 eroberte der britische Admiral George Rodney Pigeon Island, vertrieb die Einheimischen und errichtete eine Festung auf dem kleineren der beiden Gipfel (Fort Rodney). Um freies Sicht- und Schussfeld zu haben, befahl Rodney, alle Bäume auf der Insel zu fällen. Vom höheren der Gipfel, Signal Hill, konnte Rodney die Französische Marine auf Martinique beobachten.
in den folgenden Jahren errichteten die Briten weitere Gebäude, unter anderem zwei Kasernen, ein Offizierskasino und einen Kalkofen.
1782 war Pigeon Island der Ausgangspunkt für Rodneys Kampagne gegen die Französische Flotte, die er in der Schlacht von Les Saintes besiegte.

## Galerie

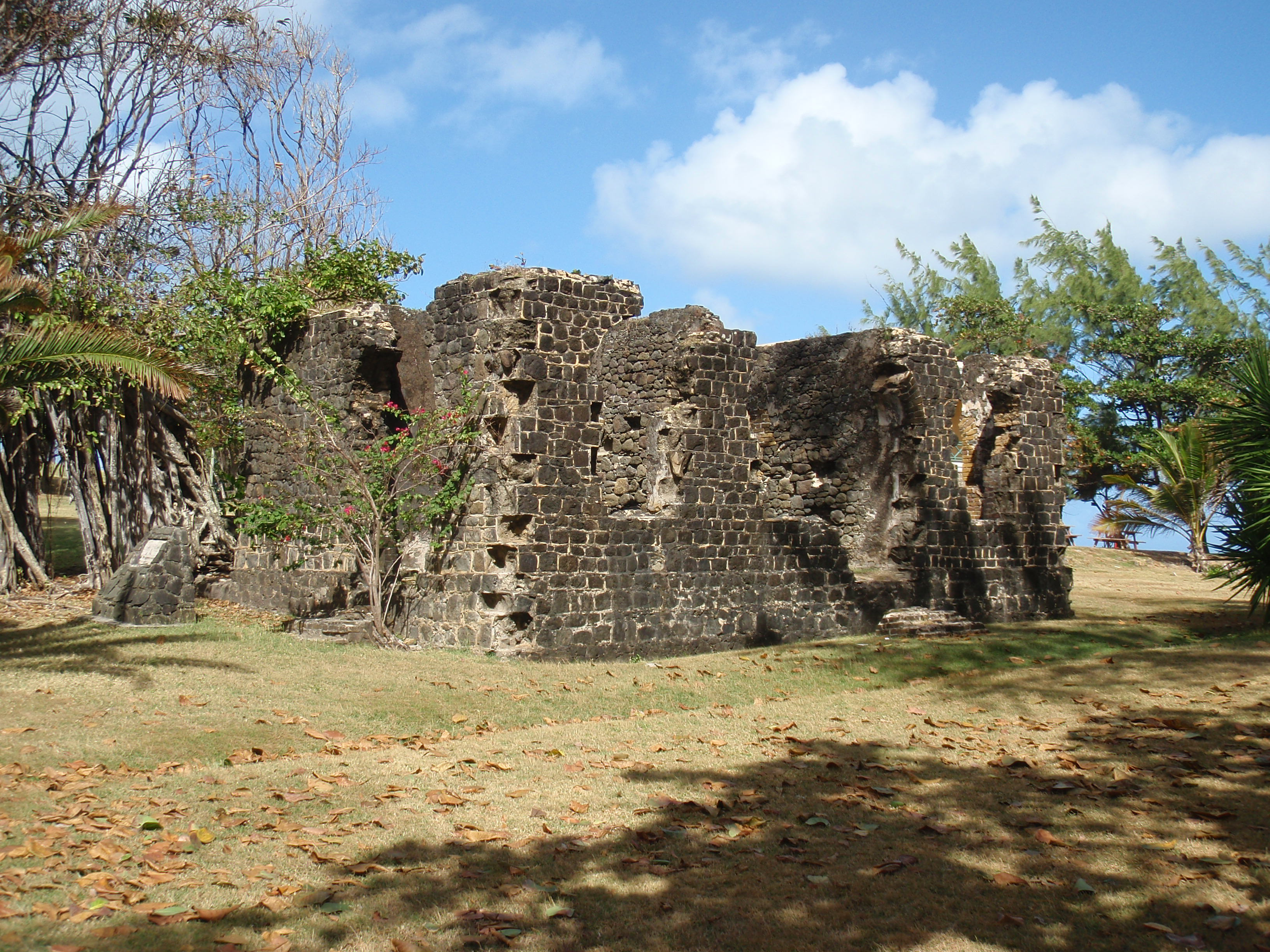
Officers Kitchen
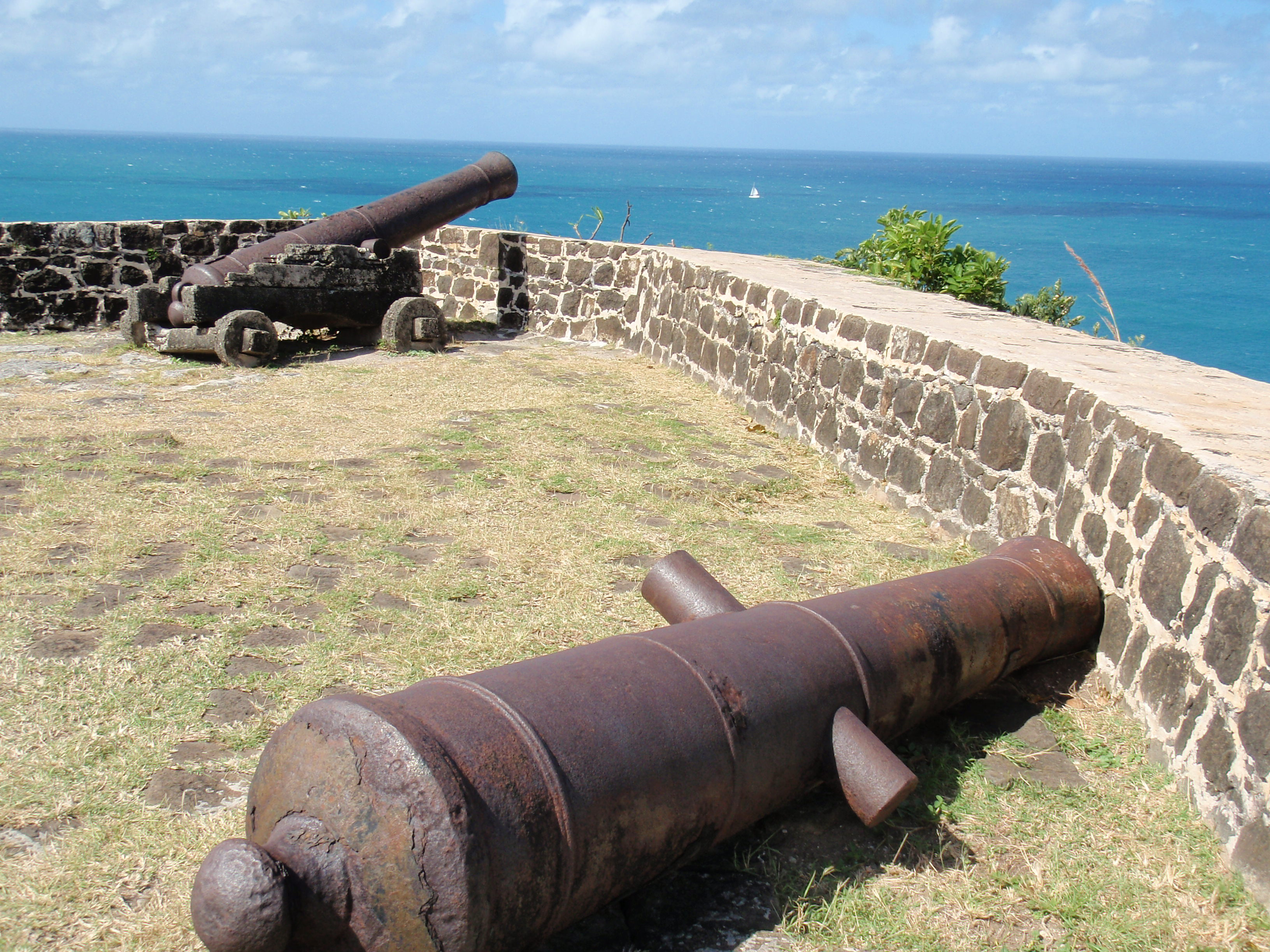
Fort Rodney
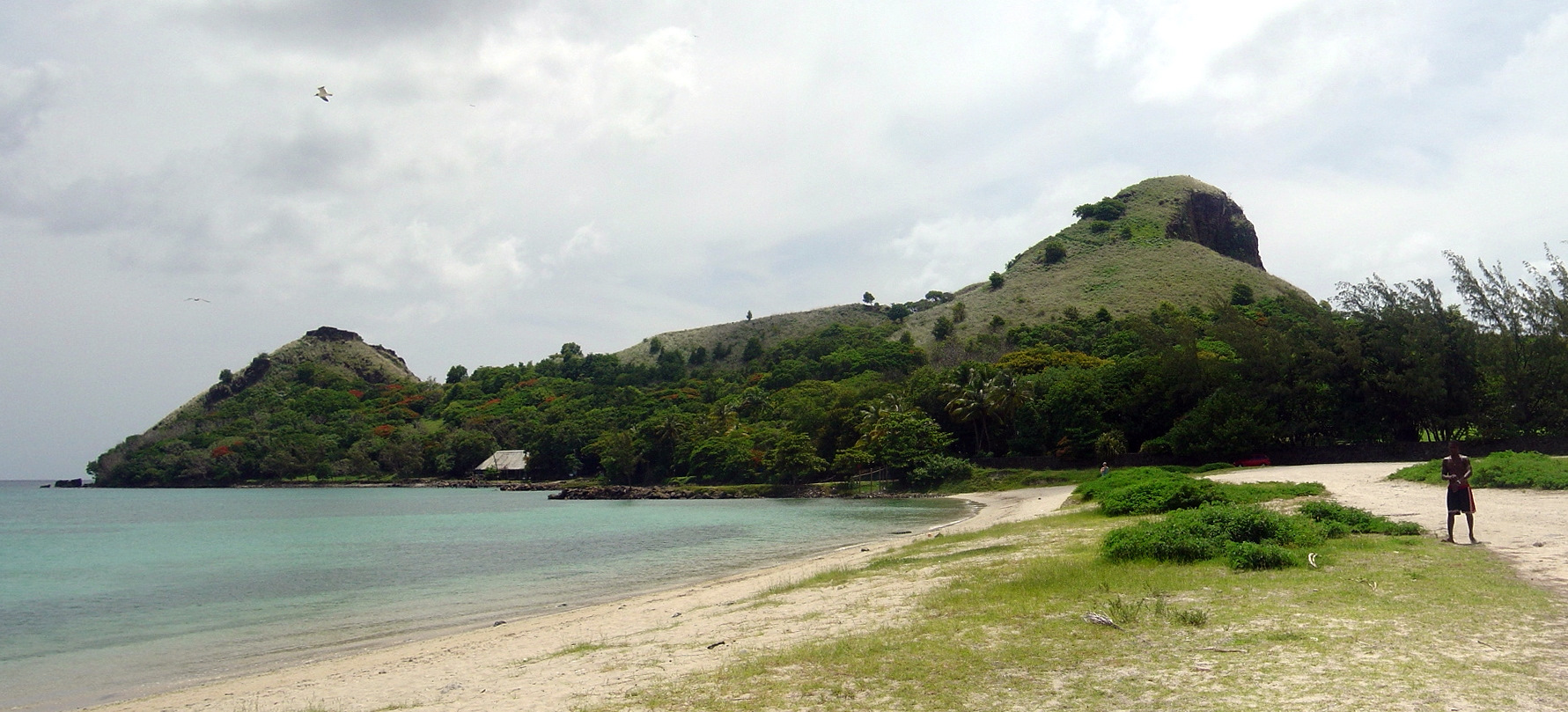
Pigeon Island vom Zugang aus gesehen